# Lucius Fabius Cilo Septiminus
Lucius Fabius Cilo Septiminus Catinius Acilianus Lepidus Fulcinianus est un sénateur et un homme politique de l'Empire Romain, partisans de Septime-Sévère.

## Biographie
Fils d'un Marcus Fabius. Il est originaire de Bétique, il est un descendants de clients ou d'affranchies de la gens patricienne des Fabii,. Il commence sa carrière politique vers 175 comme questeur de la province de Crète et Cyrenaique, puis vers 177 tribun de la plèbe, puis légat d'Auguste propréteur de Narbonnaise, puis préteur urbain vers 180, puis légat de la legio XVI Flavia Firma, puis proconsul de Narbonnaise, puis praefectus aerarius vers 187 à 189 et enfin légat d'Auguste propréteur de Galatie de 190 à 192. Il est consul suffect en 193. 
Après son consulat suffect, il obtient plusieurs gouvernements de provinces, d'abord la Bithynie-Pont en 193-194, puis la Moésie supérieure en 195-196, puis la Pannonie supérieure en 197-201.
Il est consul ordinaire en 204 avec pour collègue Marcus Annius Flavius Libo .
Il atteint le sommet de la carrière sénatorial en étant Préfet de Rome de 202/203 à 211.